# Liste der kolumbianischen Botschafter in Schweden

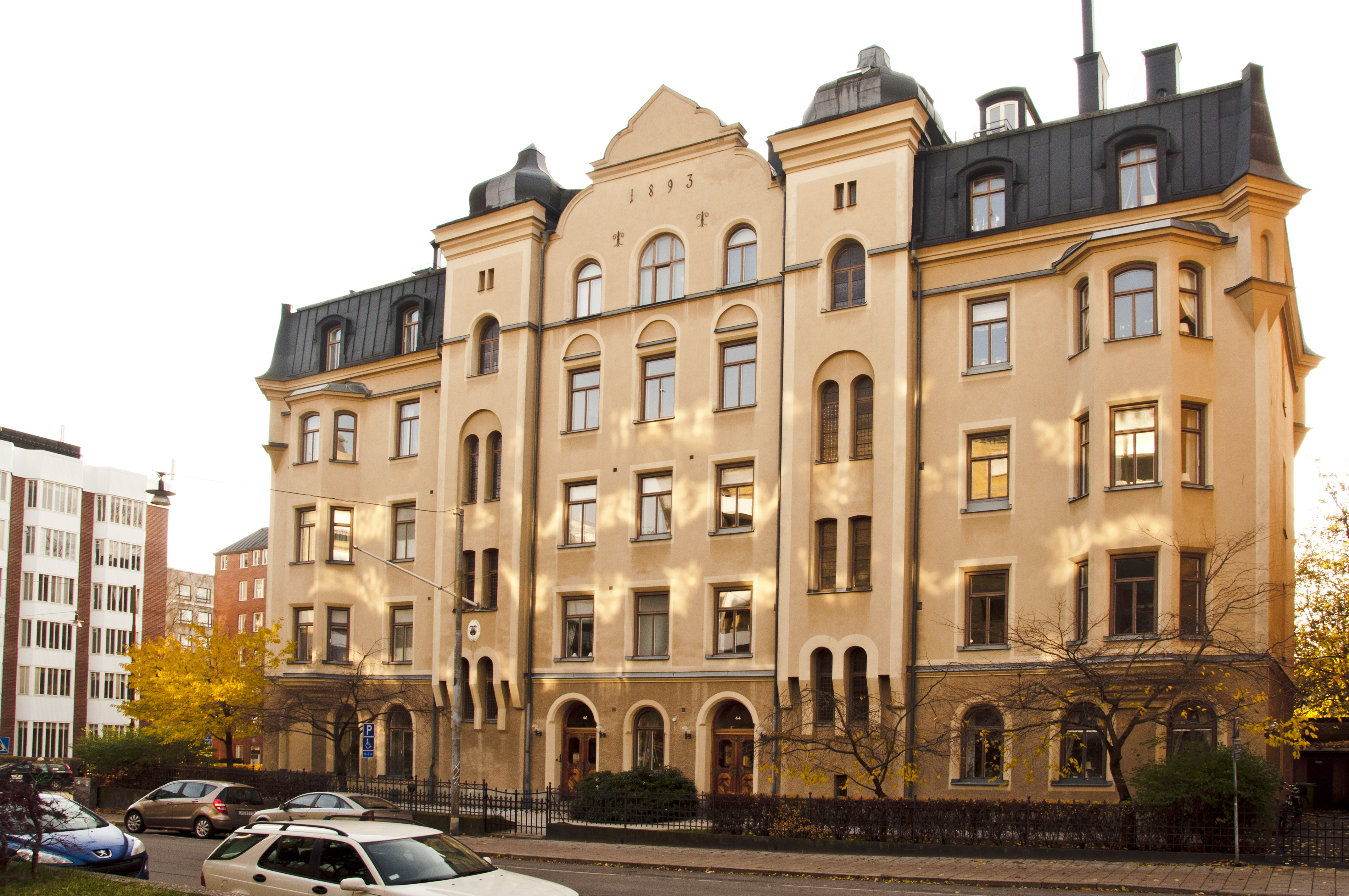
Kolumbianische Botschaft in Östermalm

Die kolumbianische Botschaft befindet sich seit 1954 in der Östermalmsgatan 46 in Östermalm.
Der kolumbianische Botschafter in Stockholm ist regelmäßig auch bei den Regierungen in Helsinki, Oslo, Kopenhagen und Reykjavík akkreditiert.
| Ernannt / Akkreditiert | Name                           | Bemerkungen | ernannt von             | akkreditiert bei  | Posten verlassen |
| ---------------------- | ------------------------------ | --- | ----------------------- | ----------------- | ---------------- |
| Nov. 1822              | John Devereux                  | | Simón Bolívar           | Karl XIV. Johann  | Juli 1823        |
| 1. Juli 1947           | Jorge Mejia Palacio            | Geschäftsträger | Mariano Ospina Pérez    | Östen Undén       |                  |
| 2. Nov. 1948           | Abel Casabianca Castro         | | Mariano Ospina Pérez    | Undén             | 1949             |
| 4. Nov. 1950           | Eduardo Rodríguez Castillo     | | Laureano Gómez          | Östen Undén       | 1953             |
| 1958                   | Julio César Ayala Moreno       | Contralmirante | Alberto Lleras Camargo  | Tage Erlander     |                  |
| 1962                   | Guillermo Mora Londoño         | Ambassador resident in Stockholm | Guillermo León Valencia | Tage Erlander     |                  |
| 1970                   | Guillermo Nannetti Concha      | 1941: Bildungsminister, 1963: Leiter der Escuela Superior de Administración Pública, 1970 Botschafter in Warschau, 1977 Botschafter in Addis Abeba, 1978–1983 Botschafter in Nairobi | Misael Pastrana Borrero | Olof Palme        |                  |
| 1970                   | Luis Villar Borda              | | Misael Pastrana Borrero | Olof Palme        | 1973             |
| 1982                   | Raúl Orejuela Bueno            | [ 2 ] |                         |                   |                  |
| 23. März 1991          | Zamir Eduardo Silva Amín       | [ 3 ] | César Gaviria Trujillo  | Carl Bildt        |                  |
|                        | Clemencia Forero               | [ 4 ] |                         |                   | 1995             |
| 21. März 2001          | Fernando Sanclemente Molina    | [ 5 ] | Andrés Pastrana Arango  | Göran Persson     |                  |
| 2004                   | Carlos Holmes Trujillo García  | [ 6 ] | Álvaro Uribe Vélez      | Göran Persson     | 2006             |
| 2006                   | Fernando Adolofo Alzate Donoso | (* 31. Mai 1955) | Álvaro Uribe Vélez      | Fredrik Reinfeldt | 2008             |
| 13. März 2009          | Rafael Nieto Navia             | | Álvaro Uribe Vélez      | Fredrik Reinfeldt | 26. Mai 2011     |
| 13. Okt. 2011          | Victoriana Mejia Marulanda     | [ 8 ] | Juan Manuel Santos      | Fredrik Reinfeldt | 2015             |
| 21. Apr. 2015          | Sonia Durán Smela              | [ 9 ] |                         |                   |                  |
| 24. Sep. 2020          | César Tulio Delgado Blandón    | [ 10 ] |                         |                   |                  |